# Buckingham, Illinois
Buckingham är en ort (village) i Kankakee County i Illinois. Vid 2010 års folkräkning hade Buckingham 300 invånare.